# Georg Daniel von Buttlar
Georg Daniel von Buttlar (* 1671; † 15. Dezember 1727) war Ritter des Deutschen Ordens und Kommandeur zu Kapfenburg.

## Leben
Von Buttlar war der Sohn des Johann (Hans) Friedrich von Buttlar auf Mariengart († 1685), fuldischer Amtmann in Geisa und Rockenstuhl, sowie dessen Gattin Anna Kunigunde von Boyneburg (* 10. Dezember 1632; † 18. Juni 1675).
Seit 1710 war er Komtur in Horneck und ging am 25. April 1718 als Komtur nach Oettingen.
Im Jahr 1712 verkaufte er gemeinsam mit seinem Bruder Friedrich Benjamin von Buttlar und Johann Otto Friedrich Konstantin von Buttler als Deutschordensritter, Kommandeur von Horneck und Oberamtmann des Scheuerberger Gebiets mit Zustimmung des Rittmeisters Johann Anton Franz von Buttlar das Dorf und Rittergut Mariengart (Mariengarten) in der Gemeinde Wölferbütt für 20000 rheinische Gulden an den Landgrafen Karl von Hessen[-Kassel] und Fürst von Hersfeld.
1719 wurde er Ratsgebietiger der Ballei Franken und am 22. Januar 1723 Erster Geheimer Rat der Fürstabtei Fulda, wo sein Neffe, Konstantin von Buttlar, seit 1714 Fürstabt war. Am 8. Juli 1724 wechselte er als Komtur nach Kapfenburg.
Von Buttlar gehörte bis 1727 der Ballei Franken an.
Er hatte mehrere Geschwister:
- Johann Christoph von Buttlar fungierte als Generalfeldwachtmeister (Generalmajor) der kaiserlichen Reichsarmee.[7]
- Wilhelm Christoph von Buttlar
- Friedrich Benjamin von Buttlar († 1715), Kapitularherr zu Fulda und Probst auf St. Johannisberg.
- Silvester oder Sylvester Ferdinand von Buttlar († 1718), Ritter und Obrist des Deutschordens im Oberrheinischen Kreis.
- Raben oder Raban Arnold von Buttlar († 1702), Obristleutnant im Oberrheinischen Kreis vor Landau unvermählt gefallen.
- Maria Susanne oder Susanna von Buttlar (28. Mai 1718 beerdigt) ⚭ Johann (Hans) Georg von Kötschau.
- Aemilia Christiane oder Amiliana Christina von Buttlar ⚭ Johann Balthasar von und zu Bastheim, fürstlich fuldaischer Geheimer Rat und Oberamtmann zu Bruckenau († 1729).
- Martha Catharina
- Helene Christine von Buttlar ⚭ Philipp Rudolph Graf von Tattenbach und Rheinstein.